# Історичний музей Святогірського історико-архітектурного заповідника
Історичний музей Державного Святогірського історико-архітектурного заповідника — музей, розташований на території Свято-Успенської Святогорської Лаври в якому зібрано матеріали археологічних досліджень історичної території Святих Гір та матеріали з історії Святогірського монастиря.
Музейний фонд налічує понад 14 тисяч експонатів і тільки частина з них виставлена в експозиції п'яти залів музею, створеного протягом 2002—2005 років в одному з приміщень (корпус № 6) Лаврського архітектурного ансамблю на схід від Успенського собору XIX століття.
Музей працює з 9-00 до 16-00 без вихідних. По залах музею проводяться тематичні екскурсії:
1. «Історико-культурна спадщина Святогір'я». Тривалість — 1 година 30 хвилин;
2. «Стародавня історія Святогір'я». Тривалість — 45 хвилин;
3. «Історія Святогірського Успенського монастиря XVII—XX століть». Тривалість — 45 хвилин.

## Експозиції

### Зал №1
В першому залі представлені експонати, що розповідають про поселення, побут та поховання людей, які жили на цій території в доісторичні часи. Це первісні знаряддя праці, зброя, посуд, прикраси.
Духовне життя мешканців Святогір'я доби міді-бронзи (ІІІ — ІІ тисячоліття до н. е.) відображено в курганних похованнях, відтворених в центральній частині експозиції.
Про перебування у Святих Горах скіфів і сарматів (VII ст. до н.е — II ст. н.е) свідчать окремі знахідки зброї, побутових речей та керамічний посуд, знайдений під час археологічних досліджень Святогірського городища.

### Зал №2

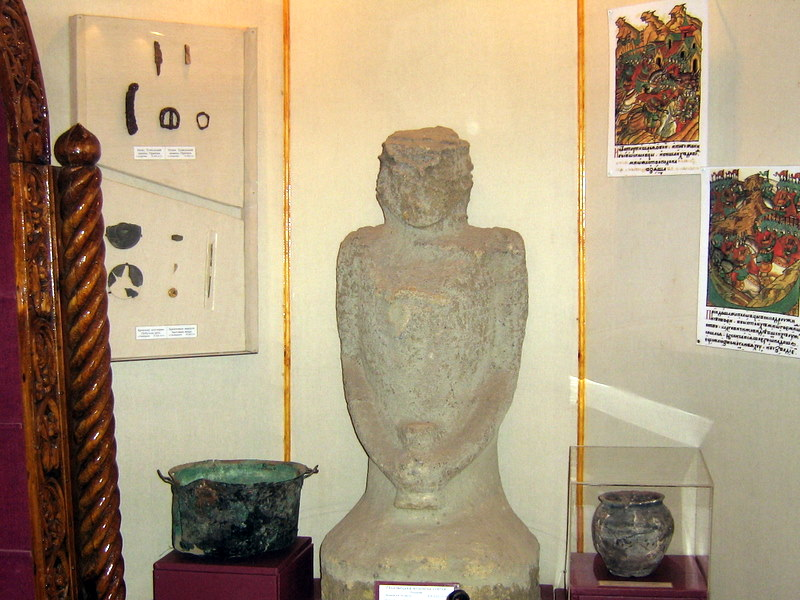
Експозиція другого залу

У другому залі представлені експонати, що свідчать про життя людей на території Святогір'я у VIII — XIV століттях. Це залишки чавунно-ливарного та ювелірного виробництва, мідні гроші, своєрідний керамічний посуд. Унікальними вважаються вироби мистецтва західноєвропейського виробництва — водолій (акваманіл) відлитий в образі лицаря-хрестоносця з дівою. Фахівці вважають, що в ньому майстер зобразив середньовічну легенду про Тристана та Ізольду. У музеї представлена реконструкція акваманіла (оригінал знаходиться у Слов'янському краєзнавчому музеї).
Не менш рідкісним є зразок дрібної кам'яної пластики — різна ікона XIV століття «Святий Микола та сім отроків Ефеських», знайдена на Цариному городищі у селі Маяки за 15 км від Святих Гір.
Також в залі представлена зброя Х-ХІІ століть, залишки кочівницької культури.

### Зал №3

Діорама-макет Крейдяної скелі з печерними ходами.

Третій зал розповідає про історію Святогірського Успенського монастиря у XVII—XIX століттях. На діорамі-макеті відновлено його первісний вигляд. Крейдяну скелю можна побачити в розрізі, в якому відтворено внутрішні приміщення тоді ще п'ятирівневого монастиря.
Також в залі можна побачити козацьку зброю XVI—XVII століть, оскільки в ті часи тут існувала Святогірська сторожа, козацькі хрести, посуд, кахлі і власні речі ченців.

### Зал №4
В експозиції четвертого залу представлені матеріали-свідчення про наявність інших архітектурних комплексів Святогірського монастиря: скит святого Арсенія, монастирський лікарняний хутір, Спасів скит, які втрачені в ХХ столітті і поки ще не відновлені.
Серед рідких експонатів цього періоду — видання XIX століття про життя Іоана Затворника Святогірського, канонізованого вже в ХХ столітті (1995 р.), пам'ятні кам'яні плити про освячення церкви святих апостолів Петра і Павла Святогірського монастиря в 1763 році.

Макет-діорама центрального ансамблю монастиря XIX століття

Розбудова наземного комплексу Святогірського Успенського монастиря розпочалася на початку XVIII століття. Розвиток монастиря був перерваний його закриттям під час секуляризації монастирського майна за указом Катерини ІІ. Відновлення та розквіт архітектурного ансамблю Святогірського Успенського монастиря припадає на другу половину XIX століття. За проектами відомих архітекторів Тона, Горностаєва, Петцольдта створюється новий монастирський комплекс з найбільш монументальними спорудами: Успенським собором, Покровською церквою з дзвіницею, Преображенською церквою. За розробками наукових співробітників заповідника в експозиції створений макет-діорама центрального ансамблю XIX століття, площею 18 м².

### Зал №5

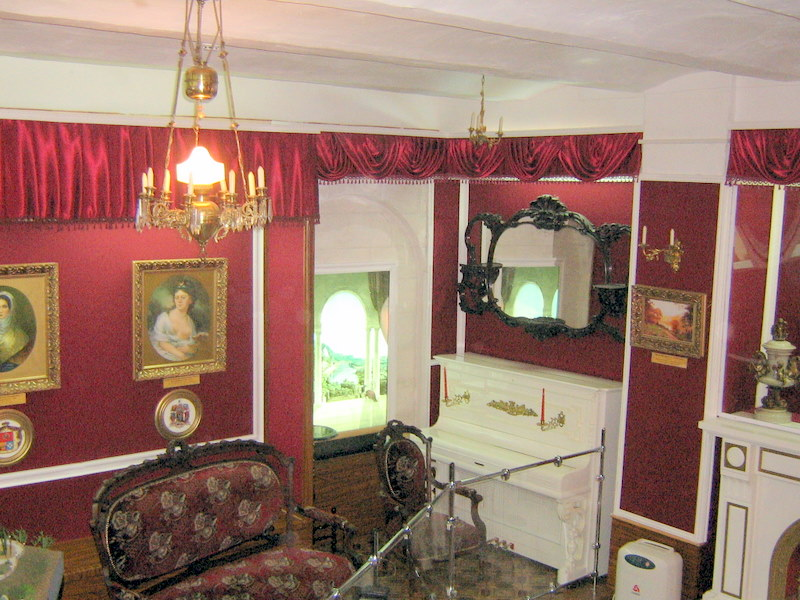
Експозиції п'ятого залу

У XVIII столітті Святогірські землі були подаровані імператрицею Катериною ІІ князю Таврійському Григорію Потьомкіну за його проханням. У п'ятому залі представлений макет маєтку Потьомкіних та  предмети внутрішнього убранства маєтку, меблі та інше.